# Zlato tele (drama)
 Zlato tele  je komedija Jožeta Vombergarja, izšla je leta 1934 v Ljubljani.

## Osebe
- Jeras Jurij, kavarnar in posestnik v Ravnem
- Mira, njegova hči
- Šimen Jeras, njun daljni sorodnik
- Meta Jerasova, njuna daljna sorodnica, trgovka in posestnica v Dolu
- Sovdat Grega, posestnik in mešetar
- Helga Grünstein, »baronica« in posestnica
- Leon, njen sin; odvetniški pripravnik
- Blaznik Janet; Helenin zet
- Jara, Helenina hči; Blaznikova žena
- Sagmeister Ivan, zavarovalniški agent in gospodarski informator
- Burja Miha, podkovski mojster
- Fani, njegova žena
- Löschnigg Franc, komercialni svetnik
- Lužarica, posestnica na Dobravi
- Jarc Joža, trgovski pomočnik pri Meti Jerasovi
- Tilka, natakarica pri Jerasu
- Janez, Jerasov hlapec
- župan, načelnik gasilcev, orožnik, narednik poštar, kosci, tržani

Kraj: podeželski trg Ravno
Čas: sedanji

## Vsebina
1. slika: V kavarni je zbrana stalna kartaška družba, v posebni sobi zraven so pogrebci, družba kritizira članek v časopisu, ki napada novo modo zavarovanja. Menijo se, da se s posmrtnino dobro zasluži, če zavarovanec ob pravem času, tj. v pol leta umre, zato nastaja pravi lov na zavarovalnice, še zlasti, če so stari in bolni. – Iz sosednje sobe, kjer so pogrebci zelo hrupni in veseli, uide Meta; Tilki omeni načaka Šimna, siroto, ki je živel pri njej, a ga ni veselilo nobeno delo in je odšel po svetu. Jerasu zaupa, da bo vse zapustila njemu, če se bo le vrnil in se poboljšal. – Mira in Jara se vrneta z avtomobilskega izleta, uide jima, da sta nekoga povozili. To je bil Šimen, ki takoj nato pride k Jerasu prosit za prenočišče. Jeras ga ne spozna in ga spodi, kartaška družba zabavlja čez reveža, potem se spomnijo, da bi ga bilo, takole slabotnega, dobro zavarovati; z različnimi izgovori se drug za drugim porazgubijo, da bi opravili zamujeno. Ostane le Leon, ki z Jaro naklepa, kako bi osvojil Miro, ki je dobra partija, čeprav ima on že otroka z Lužaričino hčerko. Lužarica pride nad Leona, da bi zvedela za dan poroke. Leon se skrije, Jara pa cinično plahta ubogo ženo, da bo poroka kaj kmalu; Lužarica potolažena odide. – Medtem je bil Jeras poslal hlapca za Šimnom, da bi reveža dobil v svoje mreže; ko izve, kdo je, se zlaže, da ga teta ne mara niti videti, naj ostane kar pri njem. Tedaj se drug za drugim vrnejo člani druščine, ki so Šimna zaman iskali; žre jih zavist, ko vidijo, da jih je svetohlinski Jeras prehitel. Nastane prepir, očitki letijo sem in tja, polni medsebojnega zaničevanja.
2. slika: Jarc Tilki, s katero se rada vidita, pove, da vsa druščina skrbi za Šimna kot za kakšnega prošta; zavarovali so ga, pa se boje, da ne bi prekmalu umrl. Zanj se zanimata tudi Mira in Jara, a kaže, da ima Mira precej več izgledov. Zato tudi neprijazno odbije Leona, ki se smuka okrog nje. Stari Jeras pa osvaja baronico, mikajo ga njena domnevna posestva v Avstriji; ona nad vse rada privoli v zaroko. Zaloti jo Meta, ki je bila prišla vabit Šimna, naj pride k njej, in jih pohlepnemu Jerasu pošteno nabrenka.
3. slika: Jeras, ki so mu Metine besede šle do živega, po Sagmeistru poizveduje po Heleninih posestvih. Tudi s Šimnom ni vse prav, ozdravel je in nič ne kaže, da bi hotel umreti. Agent svetuje, naj nažene Šimna delat na polje, tam bo hitro oslabel. Tilka o zaroti obvesti Šimna, ta pa dobre volje sklene, da bo strica sam prosil za delo. – Medtem se Leon in Jeras domenita za dan poroke – naj bo kmalu, kajti po vasi se že širijo govorice o Miri in Šimnu. A Mira se izvije, da se ne mudi, da še ne mara zapustiti očeta. Jeras je presenečen nad njeno ljubeznijo do njega, še bolj pa, ko ga Šimen poprosi za delo na polju.
4. slika: Tilka in Jarc skrbita, da je Šimen o vsem na tekočem. Tako izve, da mu teta rada prepusti posestvo, ko vidi, da ima veselje s kmečkim delom; pa tudi to, da je Leon zasnubil Miro in da mu je ona dala besedo. Šimna novica zelo prizadene, a se potaji in nadaljuje s košnjo. Približa se kavarniška druščina, hudo zdelana in skrokana. Vsi so besni, ko vidijo Šimna, kako krepko je poprijel za delo; obkladajo se z žaljivkami in pijanskimi slaboumnostmi, na koncu se celo stepejo in se med zmerjanjem porazgubijo s travnika. Pride Mira in Šimnu pove, da so jo prisilili v zaroko, a ona da ima rada samo njega. Šimna hitro mine zamera, zaupa ji, da posestvo že imata, ona naj le dela tako, kakor si je on zamislil. Mira ga navdušeno poljubi, tedaj pa pride Jeras, v jezi Šimna požene, hčer pa ozmerja. A Mira se drži Šimnovega načrta in je karseda ponižna in ubogljiva.
5. slika: Pri Jerasovih se pripravljajo na slovesno praznovanje zaroke Mire in Leona. Mira se potajuje, a očitno nekaj naklepa … Pridejo povabljenci, sledijo si slavnostni govori. Tedaj udari v druščino novica, da je posmrtninsko zavarovanje odpravljeno, takoj zatem pride Sagmeistrova brzojavka, da s Heleninimi posestvi ni nič, za povrh pa pridrvi še Lužarica in grozi Leonu s škandalom. A že se zunaj oglasi harmonika in vriskanje – Meta, Šimen in poln voz dolskih fantov so prišli po nevesto, Mira pa oznani, da je njen ženin Šimen in nihče drugi. Ogorčenje je veliko, jezni in osramočeni Leon očita Jerasu njegove zavarovalniške grehe, ga javno razkrinka in z Jaro užaljen odide; za njim se zapodi Lužarica. Jeras pobesni in pokaže posmehujočim se gostom vrata. Ostane le blaznik, ki mu je Jerasov polom v neizmerno veselje: ni le on tisti, ki se mu zmeraj vse ponesreči! Jeras mu pade okrog vratu in zajoka, Blaznik ga tolaži, vesela svatovska pesem pa se zmeraj bolj oddaljuje.